# BP-2011
BP-2011 is een Surinaamse politieke partij.
BP-2011 werd op 22 februari 2011 opgericht door onder meer minister Linus Diko, als afsplitsing van Broederschap en Eenheid in de Politiek (BEP). De partij kreeg tijdens de oprichting steun van twee van de toen nog vier BEP-leden in De Nationale Assemblée, Diana Pokie en Waldie Ajaiso.
Voorafgaand aan de verkiezingen van 2015 maakte de partij een stembusafspraak met de Megacombinatie; de verkiezingen werden ingegaan als onderdeel van de A Nyun Combinatie, waaraan verder Seeka en de Plattelands Bewoners Partij (PBP) deelnamen. De A Nyun Combinatie behaalde echter geen enkele zetel in DNA.
In november 2019 werd een samenwerkingsovereenkomst getekend met BEP, DUS en Un Fu Saamaka O Stem 2020, waarin zij afspraken allen op de lijst van de BEP te zullen samenwerken tijdens de verkiezingen van 2020.

## Oprichtingsbestuur
Het bestuur in het jaar van oprichting van BP-2011 was als volgt:
- Linus Diko, voorzitter
- Andy Aboikoni, ondervoorzitter
- Bisai Alida, secretaris  en woordvoerder
- Antonius Pokie, penningmeester
- Iwan Adjako, commissaris